# Йоллиг-тегін
Йоллиг-тегін (ст.-тюрк. 𐰖𐰆𐰞𐰞𐰃𐰍:𐱅𐰃𐰏𐰤; д/н — 739) — 5-й каган Другого Східнотюркського каганату у 734—739 роках, один з перших тюркських поетів та істориків. У китайців відомий як Ай-каган.

## Життєпис
Походив з династії Ашина. Старший син Більге-кагана і Кутлуг-Себіг-хатун (доньки Тоньюкука). При народженні отримав ім'я Їжань. Про молоді роки обмаль відомостей. 734 року після смерті батька спадкував владу, прийнявши ім'я Йоллиг-тегін. За допомогою китайських різьбярів склав Орхонський напис у вигляді стели, в якій уславив Більге-кагана і свою династію. Її було виготовлено за 1 місяць і 4 дні.
Продовжив політику батька, спрямовану на збереження внутрішньої міцності каганату, мирних відносинах з імперією Тан і Тибетом. За час свого панування тричі відправляв посольства до Китаю.
Раптово помер 739 року. Йому спадкував брат Тенгрі-каган.

## Творчість
Був автором пам'ятних написів на честь Кюль-тегіна, Більге-кагана, Ельтеріш-кагана. тут поєдналися вірші, проза, історичні пізнання і філософські думки.